# Curt von Oesterreich
Curt von Oesterreich, auch Kurt von Oesterreich oder von Österreich (* 9. August 1880 in Frankfurt an der Oder; † 1949 in sowjetischer Kriegsgefangenschaft) war ein deutscher Offizier, zuletzt Generalleutnant der Wehrmacht.

## Leben
Im Herbst 1899 trat Oesterreich als Fahnenjunker in die Armee ein. Am 18. Januar 1901 wurde er mit dem Patent zum 1. Februar 1900 im Grenadier-Regiment 8 zum Leutnant befördert. Anschließend diente er im Ersten Weltkrieg und wurde am 5. Juni 1918 als Hauptmann mit dem Pour le Mérite ausgezeichnet.
Nach dem Krieg wurde Oesterreich in die Reichswehr übernommen. 1921 war er als Hauptmann Adjutant der 3. Division und des Wehrkreis-Kommandos III in Berlin. Am 1. Februar 1927 kam er in den Stab des Infanterie-Regiments 5. Ende Januar 1929 wurde er mit dem Charakter als Oberst aus der Armee entlassen. Am 1. Oktober 1933 folgte sein Wiedereintritt.
Oesterreich wurde als E-Offizier in die Wehrmacht übernommen. Am 1. August 1937 wurde er zum Oberst (E) befördert und war 1938/1939 Ausbildungsleiter für Stargard (Pom.) 2 beim Landwehrkommandeur Stargard. Zum 27. August 1939 erhielt er den Charakter als Generalmajor und wurde als solcher am 1. März 1941 mit Patent zum 1. April 1942 aktiviert. Vom 1. September 1939 bis 1. Dezember 1940 war er Kommandeur des Infanterie-Regiments 368 bei der 207. Infanterie-Division. Mit dem Regiment nahm er am Überfall auf Polen teil, welches aber ab August 1940 beurlaubt war. Anschließend kam er in die Führerreserve. Von Februar 1941 an war er Kommandeur der Kriegsgefangenen im Wehrkreis XX (Danzig) und wurde später Kommandeur der Kriegsgefangenen im Operationsgebiet II. Vom 13. November 1942 bis 1943 war er dann wieder Kommandeur der Kriegsgefangenen im Wehrkreis XX (Danzig). In dieser Position wurde Oesterreich am 1. Juli 1943 zum Generalleutnant befördert. Er wurde am 31. Juli 1943 verabschiedet.
Nach Kriegsende wurde Oesterreich sowjetischer Kriegsgefangener und wurde Ende 1945 als Zeuge bei den Nürnberger Prozessen vernommen. Im gleichen Jahr war er von der sowjetischen Militärbehörde zu Stalag 312 (Thorn) befragt worden. Oesterreich sagte aus, dass er einem Befehl von März 1941 folgend auf dem Truppenübungsplatz Thorn ein Kriegsgefangenenlager eingerichtet hatte und den Aufbau durch britische Kriegsgefangene aus dem Stammlager XX B durchführen ließ. Im gleichen Jahr wurden die ersten sowjetischen Kriegsgefangenen in diesem Lager untergebracht. Vom 21. Juli 1947 bis Januar 1949 war er im Lefortowo-Gefängnis untergebracht.
Am 10. April 1911 hatte er in Frankfurt an der Oder Rose Franziska Magdalena, geb. von Falck (* 1887) und Tochter vom späteren  preußischen General der Infanterie Adalbert von Falk, geheiratet.